# O’Connor Island
O’Connor Island ist eine 1,7 km lange Insel im südlichen Teil des Archipels der Windmill-Inseln vor der Budd-Küste des ostantarktischen Wilkeslands. Sie liegt zwischen den Inseln Holl Island und Ford Island. Die felsige Insel ist bis zu 79 m hoch.
O’Connor Island wird gemeinsam mit Holl Island und den zwischen beiden liegenden Inseln wie Werlein Island von BirdLife International als Important Bird Area (AQ144) ausgewiesen. Im Januar 2011 wurden auf allen Inseln zusammen etwa 30.500 Brutpaare des Adeliepinguins gezählt, was einer Verdoppelung der Populationsgröße innerhalb von 21 Jahren entspricht. Im antarktischen Sommer 2002/2003 wurden zudem 327 Brutpaare des Schneesturmvogels auf O’Connor Island gezählt. Weiterhin brüten hier der Kapsturmvogel und die Antarktikskua.
Die Insel wurde anhand von Luftaufnahmen der US-amerikanischen Operation Highjump (1946–1947) und der Operation Windmill (1947–1948) erstmals kartiert. Das Advisory Committee on Antarctic Names benannte sie 1956 nach Joseph J. O’Connor, Mitglied der sogenannten Eastern Task Force bei der Operation Highjump, der überdies den Mannschaften der Operation Windmill bei der Errichtung astronomischer Beobachtungsstationen zwischen der Küste des Kaiser-Wilhelm-II.-Lands und der Budd-Küste behilflich war.